# برهنه لمیده

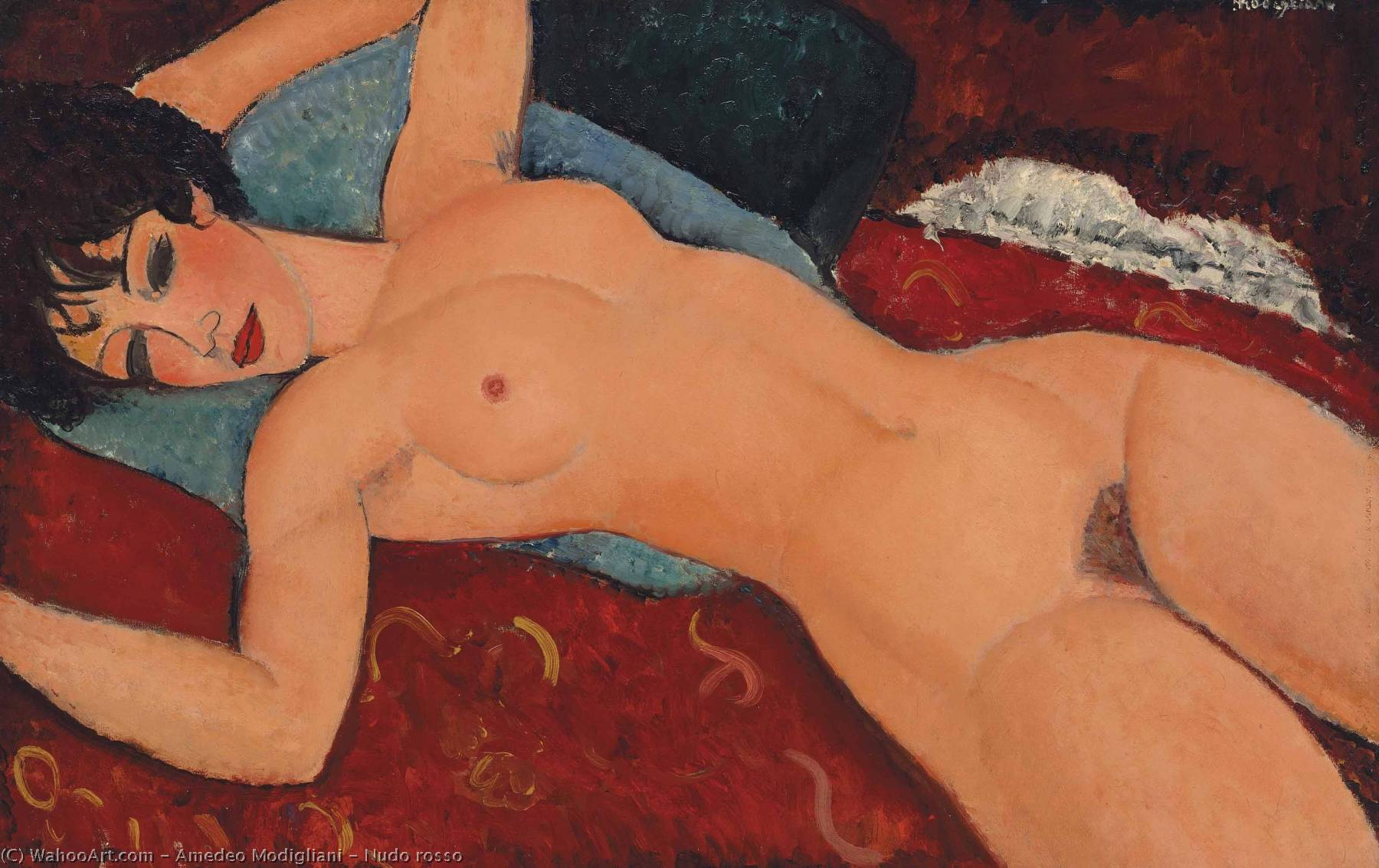
نقاشی برهنه لمیده

برهنهٔ لمیده (به ایتالیایی: Nu couché) اثری از آمادئو مودیلیانی، نقاش برجسته ایتالیایی است که در سال‌های ۱۸- ۱۹۱۷ میلادی، کشیده‌شد.
این تابلو در تاریخ ۹ نوامبر ۲۰۱۵ در حراجی کریستیز به قیمت ۱۷۰ میلیون دلار فروخته شد. این اثر تا پیش از آن به‌مدت ۶۰ سال در اختیار یک مجموعه‌دار خصوصی بود.

## دربارهٔ تابلو
تابلوی برهنهٔ لمیده، هنگامی که برای نخستین‌بار در نمایشگاهی در پاریس در معرض تماشا گذاشته شد، جنجال‌آفرید.